# Марзеилер (Долина Аосте)
Марзеилер је насеље у Италији у округу Долина Аосте, региону Долина Аосте.
Према процени из 2011. у насељу је живело 74 становника. Насеље се налази на надморској висини од 790 м.